# Lira, Uganda
Lira là một thành phố ở vùng Bắc, Uganda. Đây là trung tâm hành chính và thương mại của quận Lira. Theo cuộc điều tra dân số năm 2014, nơi này có dân số là 99.059 người.

## Lịch sử
Lira là một trong những thành phố cuối cùng ở Uganda do lực lượng trung thành với Idi Amin kiểm soát trong Chiến tranh Uganda–Tanzania (1978–1979). Tuy nhiên, liên quân Lực lượng Phòng vệ Nhân dân Tanzania và Mặt trận Giải phóng Quốc gia Uganda đã tấn công Lira vào ngày 15 tháng 5 năm 1979, đánh bại quân Amin sau một trận chiến ngắn. Cuộc đụng độ tại Lira là trận chiến quan trọng cuối cùng của Chiến tranh Uganda–Tanzania, vì tàn quân của Amin hoàn toàn tan rã sau đó.

## Địa lý
Lira cách hai thành phố Gulu khoảng 100 km và Soroti 124 km. Thành phố nằm ở độ cao trung bình 1.063 mét (3.488 ft) so với mực nước biển.

## Giao thông
Lira có một nhà ga xe lửa thuộc mạng lưới Đường sắt Uganda. Thành phố cũng được phục vụ bởi Sân bay Lira, do Cục Hàng không Dân dụng Uganda quản lý. Nó có một đường băng dài 940 m.